# Cacosternum aggestum
Espèce
Statut de conservation UICN

 LC  : Préoccupation mineure
Cacosternum aggestum est une espèce d'amphibiens de la famille des Pyxicephalidae.

## Répartition
Cette espèce est endémique du Cap-Occidental en Afrique du Sud.

## Étymologie
Le nom spécifique aggestum vient du latin aggestus, la colline, en référence à la localité type de cette espèce, Klipheuwel, qui signifie colline rocheuse.

## Publication originale
- Channing, Schmitz, Burger & Kielgast, 2013 : A molecular phylogeny of African Dainty Frogs, with the description of four new species (Anura: Pyxicephalidae: Cacosternum). Zootaxa, no 3701 (5), p. 518–550.